# Антверпен
Вижте пояснителната страница за други значения на Антверпен.
Антверпен (на нидерландски: Antwerpen, [ˈɑntʋɛrpə(n)]) е град в северната част на Белгия, център на провинция Антверпен във Фламандския регион. Населението на общината е около 511 000 души (2014), което я поставя на първо място в страната, а агломерацията около града е втора по големина в Белгия след тази на Брюксел.
Антверпен е разположен на бреговете на река Схелде, която се свързва със Северно море чрез естуара Вестерсхелде. Пристанището на Антверпен е второ по големина в Европейския съюз след това на Ротердам със 145,8 милиона тона преминали товари през 2005 г. Антверпен е определян като глобален град.
Градът има дълга история като един от главните стопански и културни центрове на историческата област Нидерландия, особено преди Испанската ярост от 1576 година.

## Наименование
Съгласно легендата, изобразена и в статуя на главния градски площад, името на Антверпен е свързано с митичен великан на име Друон Антигон, живял на брега на река Схелде. Той събирал такса от пресичащите реката, а на отказващите да платят отсичал едната ръка и я хвърлял във водата. В крайна сметка великанът е убит от младия герой Силвий Брабон, който отсякъл и хвърлил в реката ръката на самия великан. Оттам и името на града идва от нидерландското hand werpen, „хвърляне на ръка“. В полза на тази фолклорна етимология говори фактът, че рязането на ръце наистина е практикувано в средновековна Европа – дясната ръка на човек, починал без потомство, е изпращана на неговия феодал като доказателство за смъртта му.
Някои изследователи смятат, че името произлиза от an 't werf („на пристана“) или от aan 't werp (werp означава изкуствено възвишение, върху което се строи ферма, така че да бъде предпазена от наводнения).
Според преобладаващата днес теория, името на града е формирано още през гало-римския период и идва от латинското antverpia – от ante („преди“) и verpia („отлагане“). Така то отразява разположението на града преди наносите от вътрешната страна на завой на реката. Според наличните сведения преди преходен период, продължил между 600 и 750 година, Схелде има друго корито, преминаващо южно от града, приблизително на мястото на днешния Ринг. По този начин ранното селище се е намирало от вътрешната страна на извивка на реката. Според повечето историци това ранно селище е сравнително малко.
В по-старата българоезична литература понякога се използва и френското име на града Анверс (Anvers), а в някои съвременни публикации дори и английската форма Антверп (Antwerp).
Жителите на Антверпен често са наричани синьорен (Sinjoren), от испанското почетно звание „сеньор“. Това прозвище се появява през XVII век, когато в града пребивават много испански благородници, ползващи се с влияние в цяла Испанска Нидерландия.

## История

### Античност и Средновековие
Съвременният град Антверпен води началото си от гало-римско селище (vicus) близо до границата на провинция Галия Белгика. Археологически разкопки в самия център на днешния град разкриват парчета керамика и стъкло, датирани между средата на II век и края на III век.
Първото споменаване на Антверпен в писмен източник е от IV век, когато селището е населено с франки. В рамките на Франкското кралство то е част от областта Австразия. При управлението на Меровингите селището е укрепено, а през VII век е покръстено от католическия мисионер свети Аманд.
Вердюнският договор от 843 година оставя Антверпен в границите на Среднофранкско кралство, а по-късно – на Свещената Римска империя. През 974 година градът става център на създадено от император Ото II маркграфство, гранична област, разположена срещу намиращото се на отсрещния бряг на реката графство Фландрия, което е васално на краля на Франция. От 1106 година маркграфството е част от владенията на херцозите на Долна Лотарингия, които от 1235 година използват титлата херцози на Брабант.
През 1124 година Норберт Ксантенски основава премонстрантския манастир „Свети Михаил“, който играе важна роля в историята на града до разрушаването му в началото на XIX век. През 1338 година в града пребивава английският крал Едуард III. Докато води преговори с Якоб ван Артевелде синът му Лайънъл се ражда в града и носи прозвището „Антверпенски“.
През 1406 година Брабант е наследен от Антон, по-малък син на херцога на Бургундия Филип Смели, а през 1430 година – от бургундския херцог Филип Добрия, като по този начин е трайно свързан с обширните бургундски владения в Западна Европа. Заедно с по-голямата част от тях, през 1477 година и Анверпен преминава под властта на Хабсбургите. За разлика от други големи градове в Бургундска Нидерландия, Антверпен не се ползва с общинска автономия, а се управлява пряко от херцозите.

### Златен век и управление на Хабсбургите
В края на XV век, когато запълването с наноси на ръкава Звин затруднява достъпа по вода до главния фламандски икономически център Брюге, значението на Антверпен започва бързо да нараства. Голяма част от търговията и чуждите търговци се преместват от Брюге в Антверпен. През следващите десетилетия, по думите на историка Фернан Бродел, градът се превръща в „центърът на цялата международна икономика, нещо, което Брюге никога не става, дори по време на своя разцвет“. Антверпен преживява своя златен век, превръщайки се в най-богатия град в Европа.
Възходът на Антверпен през първата половина на XVI век е свързан с Великите географски открития и нарастването на презокеанската търговия. В града, част от Испанска Нидерландия, се стичат множество чужди търговци, а венецианският дипломат Франческо Гичиардини пише, че оттам преминават стотици кораби всеки ден и в града седмично влизат 2 хиляди коли със стоки. В средата на века местни финансисти, възползвайки се от първата модерна борса в света, се превръщат в основен кредитор на Англия, работейки в мащаби, непостижими за лондонските банки по това време.
През Антверпенското пристанище португалските кораби доставят високо ценените в Европа подправки, като пипер и канела. Градът се превръща в захарната столица на Европа – суровината се внася от плантациите със захарна тръстика във владенията на Испания и Португалия, а германски и италиански инвеститори изграждат рафинерии, произвеждащи захар за Централна Европа. Според историка Люк-Норман Телие по това време „пристанището на Антверпен носи на испанската корона седем пъти повече приходи, отколкото Америка“. През 1560 година Антверпен се е превърнал във втория по големина европейски град на север от Алпите.
Без собствен океански флот и управляван от олигархия от банкери-аристократи, изолирана то търговската и занаятчийска работа, икономиката на Антверпен до голяма степен е контролирана от чужденци. Самият град има много космополитен характер, с голям брой търговци от Венеция, Дубровник, Испания и Португалия. Относителната толерантност в града привлича много евреи, голяма част от които са прогонени от Испания и Португалия.
Въпреки общия разцвет през Златния век, стопанският живот от тази епоха се характеризира със силно изразена цикличност. През този период градът преживява три етапа на стопански възход, разделени от тежки кризи. Първият от тях е свързан с търговията с пипер в началото на XVI век, когато през Антверпен преминават 40% от световния търговски оборот. Следващата фаза на бързо развитие се дължи на притока на сребро от испанските владения в Америка и завършва с фалита на испанската корона през 1557 година. Третата възходяща фаза започва след сключването на Договора от Като-Камбрези през 1559 година и се дължи на развитието на текстилната промишленост.
Златният век на Антверпен приключва през август 1566 година, когато в града, както в много други части на Нидерландия, започват политически безредици, свързани и с разпространението на Реформацията в страната. Испанският крал Филип II реагира с брутални репресии, извършвани първоначално под ръководството на херцог Алба, но така и не успява да възстанови реда. Със започването на Осемдесетгодишната война през 1572 година търговските връзки на Антверпен с Испания са прекъснати и градът навлиза в продължителен период на упадък. През 1574 година английското правителство прекратява кредитирането си от антверпенски банки.
На 4 ноември 1576 година испанските войски опожаряват и разграбват Антверпен, избивайки 7 хиляди души. През следващите години градът се превръща в един от центровете на съпротивата срещу испанците, ставайки през 1579 година част от Утрехтската уния, докато през 1585 година е превзет след продължителна обсада от испанския военачалник Алесандро Фарнезе. На протестантите е даден срок от две години да напуснат града и повечето от тях заминават на север в Съединените провинции. През следващите години Амстердам се превръща в новия стопански център на региона и започва Златният век на Холандия.
След 1585 година Антверпен трайно се превръща в част от католическите испански владения в Нидерландия, като първоначално стопанският живот попада под силното влияние на генуезки банкери. Краят на Осемдесетгодишната война през 1648 година не подобрява особено положението на града, тъй като според Мюнстерския договор Съединените провинции получават контрол върху двата бряга на устието на Схелде и достъпът до Антверпенското пристанище е прекъснат. Това положение се запазва до 1863 година, с известно облекчение на ограниченията между 1795 и 1830 година, когато градът е част от Франция и Обединено кралство Нидерландия.
През 1713 година, в резултат на Войната за испанското наследство, Антверпен преминава от испанско към австрийско управление, като част от Австрийска Нидерландия. Към края на XVIII век градът достига най-големия си упадък, като населението му е повече от два пъти по-малко, отколкото през Златния век.

### XIX и XX век
През 1795 година Австрийска Нидерландия е анексирана от Франция и малко по-късно Антверпен става център на френския департамент Дьо Нет, включващ днешната белгийска провинция Антверпен и западната част на съвременния нидерландски Северен Брабант. Тъй като Нидерландия също попада под френско управление, корабоплаването през устието на Схелде е възстановено. По това време градът е в тежко положение и населението му е спаднало под 40 хиляди души. Наполеон оценява стратегическото му положение и предприема редица мерки, опитвайки се да го превърне в голямо пристанище, конкуриращо Лондон. Построени са два нови дока и дълбочината на коритото на Схелде е увеличено, за да позволи достъпа на по-големи кораби. След поражението на Наполеон през 1814 година Антверпен става част от Обединеното кралство Нидерландия.
Въпросът с корабоплаването по Схелде става отново актуален след отделянето на Белгия от Обединеното кралство през 1830 година. По време на Белгийската революция самият град е завзет от въстаниците, но нидерландският гарнизон, командван от генерал Давид Хендрик Шасе, успява да се задържи в укрепленията и неколкократно обстрелва града. Едва през декември 1832 година, след обсада от френски войски, генерал Шасе се предава.
Антверпен е разположен в непосредствена близост с граница с Нидерландия и през следващите години на около 10 километра от центъра на града е изграден пръстен от укрепления, смятани за жизненоважни за оцеляването на новата Белгийска държава. Постепенно отношенията между двете страни се подобряват и през 1863 година окончателно е уреден проблемът с корабоплаването по Схелде – то става свободно, срещу изплащането на Нидерландия на еднократна парична компенсация. Това споразумение става основа за възстановяването на Антверпен като основно пристанище на Белгия и един от важните стопански центрове в страната. В самия край на XIX век новият възход на града е ознаменуван с проведеното през 1894 година международно изложение, посетено от 3 милиона души, а през 1903 година тук се провежда първото Световно първенство по спортна гимнастика.
По време на Първата световна война Антверпен е част от втората защитна линия, на която белгийската армия прави опит да задържи германското настъпление след отстъплението от Лиеж, но градът бързо е превзет от германците и остава под германска окупация до примирието през 1918 година. През 1920 година в Антверпен са проведени първите следвоенни Олимпийски игри.
През Втората световна война Антверпен с голямото си пристанище се превръща във важен стратегически обект. Той е окупиран от Германия през май 1940 година и е освободен от британската Единадесета танкова дивизия на 4 септември 1944 година. През следващите месеци германците правят опити да разрушат Антверпенското пристанище, за да попречат на съюзническото снабдяване, като към града са изстреляни хиляди ракети „Райнботе“, „Фау-1“ и „Фау-2“. Антверпен е ударен от повече ракети „Фау-2“, отколкото всички останали цели през Втората световна война взети заедно. Поради малката точност на това оръжие, пристанището продължава да функционира, но части от самия град са тежко засегнати и са възстановени след края на войната в по-съвременен стил.
Холокостът унищожава голямата еврейска общност в Антверпен, но в следвоенните години там се заселват голям брой ортодоксални евреи и днес в града се намира една от най-големите хасидистки общности в света.
През 1956 година започва изпъленнието на десетгодишен план за реконструкция и модернизация на Антверпенското пристанище, финансиран от националния бюджет на Белгия. Пристанището е значително разширено в северна посока мрежа от нови канали и докове, около които се формира голяма промишлена зона. Дотогавашното линейно градоустройство е продължено надолу по десния бряг на Схелде, като тази градска ивица е свързана с пояс от сателитни селища.
Във връзка с разширението на пристанището, през 1958 година към Антверпен са присъединени общините Берендрехт, Зандвлийт и Лило. През 1983 година, като част от поредната кампания за консолидация на общините в Белгия, част от града стават още Берхем, Боргерхаут, Вилрейк, Дьорне, Екерен, Мерксем и Хобокен.

## Население
През 2014 година Антверпен има около 510 610 жители. Около 36% от тях са чужденци, като делът им варира от 59% в централния район и 49% в Боргерхаут до 6% в Екерен и 4% в Берендрехт-Зандвлийт-Лило.

## Управление
Територията на град Антверпен се разделя на 9 административни района – един, включващ традиционните граници на града, и осем с присъединените през XX век бивши общини:
1. Антверпен
2. Берендрехт-Зандвлийт-Лило
3. Берхем
4. Боргерхаут
5. Вилрейк
6. Дьорне
7. Екерен
8. Мерксем
9. Хобокен

Районите на Антверпен са създадени с цел по-добро управление след значителното увеличаване на територията на града. Първоначално районите се управляват от назначени от общината районни съвети, а впоследствие получават местно самоуправление и днес районните съвети са изборни органи.

## Култура
Днес в града са запазени множество жилищни и обществени сгради от периода на разцвет на Антверпен през XVI век, макар някои да са унищожени, като изгорялата през 1891 година сграда на Ханзата на северните кейове. През 1518 година е завършена готическата катедрала „Света Богородица“, а през 1565 година – ренесансовата сграда на Антверпенската община. Тези две сгради са включени в груповия обект на световното наследство Камбанарии на Франция и Белгия. Други църкви в града са „Свети Павел“ (1571), известна с бароковия си интериор, и „Свети Яков“ (1656), в която е погребан антверпенския художник Петер Паул Рубенс, англиканската църква „Свети Бонифаций“. От средновековието датира крепостта на Антверпен, но Стен, запазената в наши дни част, е реконструирана в средата на XIX век, когато голяма част от старите укрепления са разрушени при корекция на коритото на Схелде.
Антверпенският зоопарк, основан през 1843 година и разположен в централната част на града, е един от най-старите в света и днес в него живеят на 6 хиляди животни от над 750 вида. През 1905 година е завършена Централната гара, монументална сграда с необарокова фасада и конструкция от метал и стъкло, демонстрираща триумфа на Индустриалната революция. От този период датира и Зюренборг, малък квартал, известен с архитектурата си в стил ар нуво. Друга архитектурна забележителност от началото на XX век е завършената през 1932 година сграда на Ка Бе Се Буренторен, често определяна като първия небостъргач в Европа. Сред по-новите архитектурни забележителности е модернистичната Съдебна палата (2006) по проект на Ричард Роджърс.
В Антверпен се намират множество музеи – музикалният музей „Влесхойс“ разположен в готическата сграда на някогашната гилдия на месарите, музеят „Плантен-Моретус“ в къщата на местна фамилия ранни печатари и издатели, Кралския музей на изящните изкуства, Къщата на Рубенс, в която живее и работи известният художник. Откритият през 2011 година Музей на реката е една от архитектурните забележителности на града и съдържа богата колекция от 470 хиляди експоната.
От 90-те години на XX век Антверпен започва да се рекламира като средище на модата и фокусирайки се върху авангардния дизайн, се стреми да се конкурира със световните центрове Лондон, Милано, Ню Йорк и Париж.

## Известни личности
Родени в Антверпен
- Флор Алпертс (1876 – 1954), композитор
- Том Барман (р. 1972), музикант
- Жан Брабантс (1920 – 2014), хореографка
- Христине Ван Брукховен (р. 1953), биоложка
- Франс Ван Кауеларт (1880 – 1961), политик
- Дрийс Ван Нотен (р. 1958), моден дизайнер
- Вили Вандерстен (1913 – 1990), автор на комикси
- Анри ван де Велде (1863 – 1957), архитект
- Карл Вербракен (р. 1950), композитор
- Лийвен Геварт (1868 – 1935), предприемач
- Еви Гофин (р. 1981), певица
- Антонис ван Дайк (1599 – 1641), художник
- Ричи Де Лет (р. 1988), футболист
- Майк Дирикс (р. 1973), музикант
- Вилем Елсхот (1882 – 1960), писател
- Якоб Йорданс (1593 – 1678), художник
- Хендрик Консианс (1812 – 1883), писател
- Лоде Краейбекс (1897 – 1976), политик
- Якоб Лемер (1585 – 1616), мореплавател
- Рик Копенс (1930 – 2015), футболист
- Доминикус Кустос (1560 – 1612), художник
- Абрахам Ортелий (1527 – 1598), картограф
- Паул ван Остаейен (1896 – 1928), поет
- Франс Пурбус-младши (1569 – 1622), художник
- Бартоломеус Спрангер (1546 – 1611), художник
- Рашид Тиберканин (р. 1985), марокански футболист
- Франс Халс (1580 – 1666), художник
- Патрик Янсенс (р. 1956), политик

Починали в Антверпен
- Флор Алпертс (1876 – 1954), композитор
- Жан Брабантс (1920 – 2014), хореографка
- Питер Брьогел Младия (1565 – 1636), художник
- Рик Ван Стенберген (1924 – 2003), колоездач
- Вилем Елсхот (1882 – 1960), писател
- Якоб Йорданс (1593 – 1678), художник
- Хюго Клаус (1929 – 2008), писател
- Рик Копенс (1930 – 2015), футболист
- Лоде Краейбекс (1897 – 1976), политик
- Абрахам Ортелий (1527 – 1598), картограф
- Якобус Принс (1938 – 1987), нидерландски футболист
- Петер Паул Рубенс (1577 – 1640), художник
- Камий Юйсманс (1871 – 1968), политик

Други личности, свързани с Антверпен
- Лорънс Алма-Тадема (1836 – 1912), британски художник, живее в града през 1852 – 1863